# میرکو کورسانو
میرکو کورسانو (به انگلیسی: Mirko Corsano) (زاده ۲۸ اکتبر ۱۹۷۳) بازیکن والیبال اهل ایتالیا که عضو سابق تیم ملی والیبال ایتالیا است. او مدال برنز بازی های المپیک تابستانی ۲۰۰۰ را همراه با تیم ملی ایتالیا به دست آورد است و در سال ۱۹۹۸ جام قهرمانی والیبال جهان را همراه با ایتالیا تجربه کرد و در المپیک تابستانی ۲۰۰۸ با درخشش خود به عنوان بهترین لیبرو انتخاب شد. کورسانو سه قهرمانی اروپا را نیز در کارنامه خود دارد.

## افتخارات

### فردی
- بهترین لیبرو قهرمانی والیبال اروپا ۲۰۰۱
- بهترین لیبرو قهرمانی والیبال اروپا ۲۰۰۵
- بهترین لیبرو جام بزرگ والیبال قهرمانان جهان ۲۰۰۵
- بهترین لیبرو المپیک تابستانی ۲۰۰۸